# 贡多尔赛姆
贡多尔赛姆（法語：Gundolsheim，发音：[gundɔlsaɪ̯m]；阿尔萨斯语：Gungelse）是法国上莱茵省的一个市镇，属于坦恩-盖布维莱尔区（Thann-Guebwiller）温策奈姆县（Wintzenheim）。该市镇总面积8.22平方公里，2009年时的人口为728人。

## 人口
贡多尔赛姆人口变化图示